# Pietro Biagioli
Pietro Biagioli (Campi Bisenzio, 25 agosto 1929 – Firenze, 3 settembre 2017) è stato un calciatore e allenatore di calcio italiano, di ruolo attaccante e centrocampista.

## Carriera
Passò le prime due stagioni nella Fiorentina, totalizzando soltanto una presenza in campionato (nell'incontro del 12 giugno 1949 disputato fra le formazioni giovanili di Fiorentina e Torino dopo la tragedia di Superga) senza mostrare le sue doti di realizzatore.
Nel 1950 si trasferì in prestito per una stagione al Pisa, giocando 28 volte e segnando sei marcature in Serie B.
Per l'annata successiva passò, ancora in prestito, al Piombino, e di nuovo fra i cadetti. In questa stagione arrivò al secondo posto tra i capocannonieri, realizzando con la società livornese 17 reti; la portò al sesto posto in classifica finale.
A fine stagione ritornò alla Fiorentina dove avrebbe totalizzato nel campionato Serie A 1952-1953 15 presenze con due gol: alla 25ª giornata, giocata il 15 marzo 1953, nella vittoria casalinga contro la Triestina per 2-0 e alla 29ª giornata, disputata il 12 aprile 1953 nella vittoria in trasferta contro l'Atalanta per 2-1.
Per la stagione 1953-1954 passò in prestito al Torino, con il quale avrebbe collezionato 20 presenze e 5 gol (tra cui la rete alla 28ª giornata, disputata il 18 aprile 1954, durante Milan-Torino 0-1); rientrato alla Fiorentina, si trasferì al Marzotto Valdagno in Serie B.
Nel 1956 si trasferì in prestito al Padova (sole tre presenze in massima serie), mentre l'anno seguente ritornò al Valdagno, dove diventò capocannoniere della Serie B 1957-1958 con 19 reti.
Concluse la sua attività nel Taranto in cui giocò 5 stagioni con 37 reti fra Serie B e Serie C.
In carriera ha totalizzato complessivamente 39 presenze e 7 reti in Serie A e 190 presenze e 68 reti in Serie B.

## Palmarès

### Individuale
- Capocannoniere della Serie B: 1

1957-1958 (19 gol)